# Korinthiakos Kolpos
Korinthiakos Kolpos este o arie protejată (sit de importanță comunitară — SCI) din Grecia întinsă pe o suprafață de 236.571,15 ha, integral marine.

## Localizare
Centrul sitului Korinthiakos Kolpos este situat la coordonatele 38°12′15″N 22°35′10″E / 38.204304°N 22.586202°E.

## Înființare
Situl Korinthiakos Kolpos a fost declarat arie specială de conservare în baza directivei 92/43 din 1992 referitoare la conservarea habitatelor naturale și a faunei și florei sălbatice pentru a proteja 3 specii de animale.

## Biodiversitate
Situată în ecoregiunea marină mediteraneană, aria protejată conține 6 habitate naturale: Bancuri de nisip acoperite în permanență slab de apă marină, Straturi cu Posidonia (Posidonion oceanicae), Estuare, Lagune de coastă, Recifuri, Peșteri marine scufundate complet sau parțial.
La baza desemnării sitului se află mai multe specii protejate:
- mamifere (1): delfin mare (Tursiops truncatus)
- reptile (2): Caretta caretta, Chelonia mydas

Pe lângă speciile protejate, pe teritoriul sitului au mai fost identificate 5 specii de plante, 3 specii de mamifere, 24 de specii de nevertebrate, 5 specii de pești.